# Hermippos
Hermippos aus Smyrna (altgriechisch Ἕρμιππος Hérmippos; * 289/277 v. Chr.; † 208/204 v. Chr.) war ein antiker griechischer Biograph und Philosoph.
Hermippos entwickelte die Biographie der Peripatetiker weiter. Er selbst gehörte dieser Schule nicht an, sondern lebte in Alexandria als Schüler des Kallimachos. Seine Werke sind nur bruchstückhaft überliefert, er verfasste zahlreiche Biographien bedeutender Griechen darunter Pythagoras, Aristoteles und die Sieben Weisen von Griechenland. Er gilt als einer der berühmtesten und meistzitierten antiken griechischen Biographen und viele spätere antike Autoren, wie zum Beispiel Plutarch oder Flavius Josephus, greifen auf ihn zurück. Der eher literarische als sachliche Erzählstil seiner mit zahlreichen Anekdoten versehenen Biographien brachte ihm unter Historikern zu Beginn des 20. Jahrhunderts den Vorwurf einer gewissen Unsachlichkeit und Unzuverlässigkeit ein. Diese Einschätzung wurde später jedoch revidiert, da man inzwischen erkannt hat, dass sich Intentionen des Hermippos und der antiken griechischen Geschichtsschreibung von denen der modernen Geschichtsschreibung unterscheiden und daher in einem anderen Kontext zu bewerten sind. Außerdem hatte Hermippos seine Anekdoten stets mit Quellen belegt und keineswegs beliebige Gerüchte übernommen.
Sueton wird aus zwei Gründen eine Ähnlichkeit zu Hermippos nachgesagt: Zum einen lassen beide Gerede und Anekdoten einfließen, zum anderen verfügten beide über umfangreiches Quellenmaterial, denn Hermippos konnte auf die Bibliothek in Alexandria zugreifen, während Sueton zumindest zeitweise Zugang zum kaiserlichen Archiv hatte.

## Textausgaben
- Jan Bollansée: Felix Jacoby: Die Fragmente der griechischen Historiker continued. Teil 4: Biography and Antiquarian Literature. Band IV A 3: Hermippos of Smyrna. Brill, Leiden 1999, ISBN 90-04-11303-7 (kritische Edition mit ausführlichem Kommentar)
- Fritz Wehrli (Hrsg.): Hermippos der Kallimacheer. Schwabe, Basel und Stuttgart 1974, ISBN 3-7965-0600-3 (kritische Edition mit Kommentar)